# Bernardo Daddi

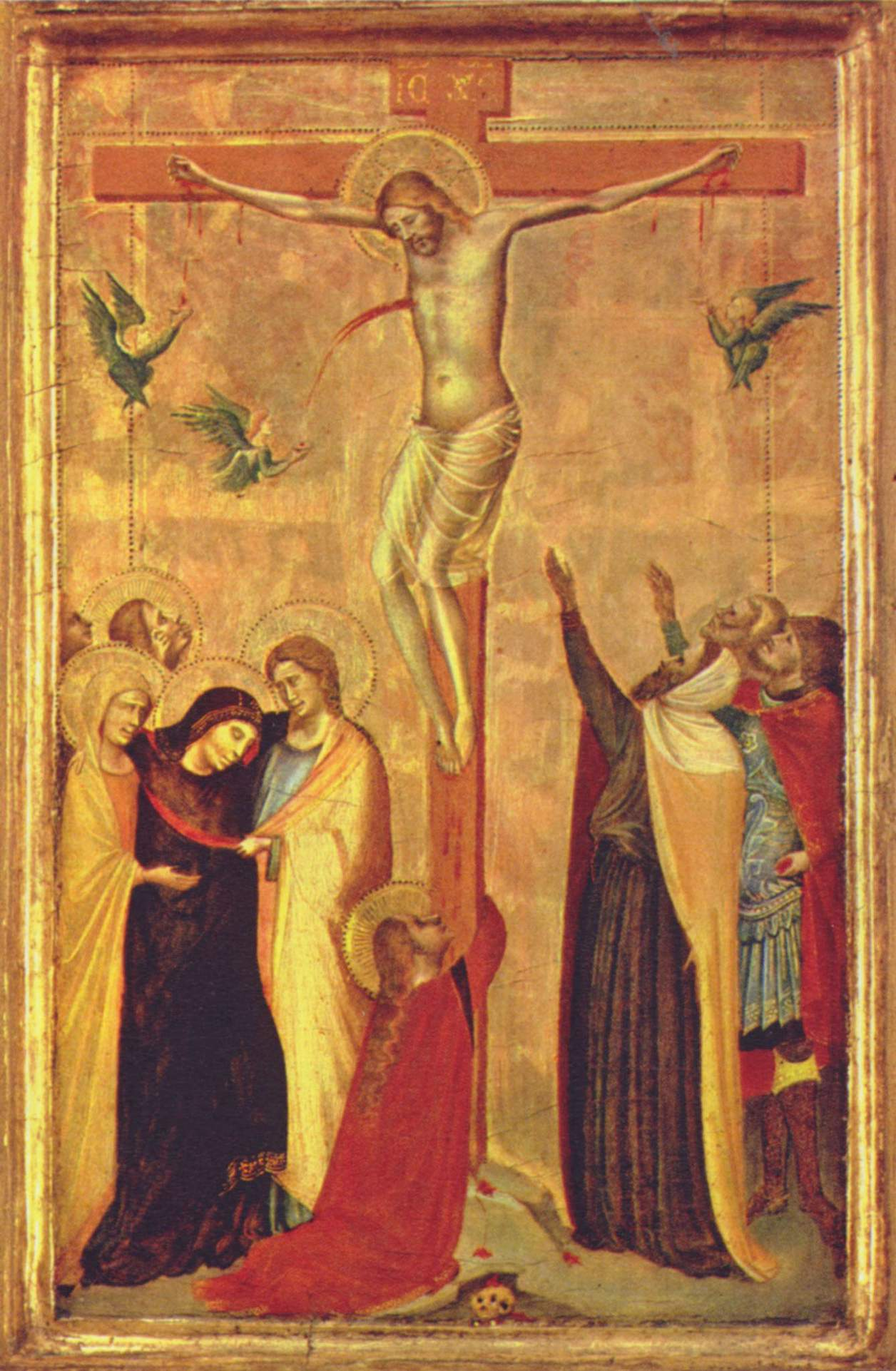
Crucifixión, 1340-1345 (National Gallery de Washington).

Bernardo Daddi (h. 1280 - 1348) va ser un pintor gòtic italià i aprenent de Giotto di Bondone. Li va influir també l'art sienès de Pietro Lorenzetti.
La data de naixement de Daddi és desconeguda. Se l'esmenta per primera vegada el 1312. Es va centrar en motius religiosos i altars. Un tríptic que va pintar el 1328 es troba en els Uffizi, i hi ha diversos panells a la National Gallery of Art i el Walters Art Museum de Baltimore.
Daddi es va convertir en el pintor més destacat de Florència de la seva generació. La seva última obra data de l'any 1347, i es creu que va morir a l'any següent.

## Obres
- El martiri de sant Esteve (1324, sense verificar).
- La Mare de Déu i dos sants, o Tríptic Ognissanti (1328).
- Santa Úrsula (1333).
- Mare de Déu amb l'Infant (1335)
- Desposoris de la Verge (1336-1340).
- Políptic de sant Pancraç (1336-1340).
- La Mare de Déu am l'Infant (Museo Thyssen-Bornemisza, Madrid).
- La Crucifixió (Museo Thyssen-Bornemisza, Madrid).